# Сезон атлантических ураганов 2005 года
Сезон атлантических ураганов 2005 года был самым активным за всю историю наблюдений по количеству тропических циклонов, пока его не превзошёл сезон 2020 года. В 2005 году количество штормов достигло рекордной цифры за всю историю метеорологических наблюдений США на тот момент — 28, превысив рекорд 1933 года — 21 (Сезон атлантических ураганов 1933 года),. 15 циклонов достигло интенсивности урагана, 7 из них были ураганами с устойчивым ветром свыше 179 км/ч. Данный феномен объяснялся необычайно жарким летом 2005 года, когда поверхностные воды Мексиканского залива и Карибского моря прогрелись до рекордных температур. Несмотря на то, что самым сильным ураганом сезона стал довольно поздний ураган Вильма, сильно повредивший инфраструктуру города-курорта Канкун на п-ове Юкатан в Мексике и нанёсший ущерб в 26,5 млрд долларов; наиболее разрушительным и известным стал ураган Катрина, обрушившийся на побережье штатов Миссисипи и Луизиана, где от наводнения пострадал г. Новый Орлеан. Число погибших составило 1833 человека, несколько десятков жителей пропали без вести. Экономический ущерб, по разным оценкам, составил около 125 млрд долларов.